# اسکاگراک

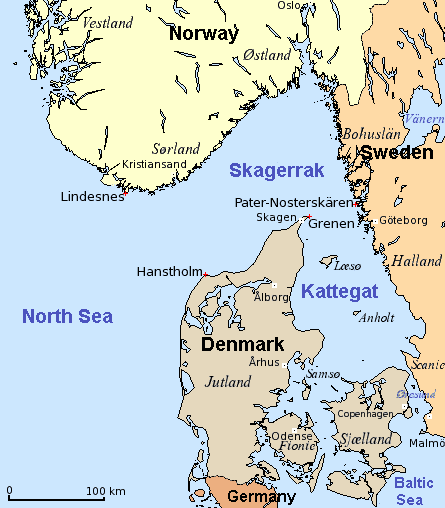
موقعیت تنگه‌های اسکاژراک و کاتگات

اسکاگراک (که در برخی نقشه‌های فارسی آن را اسکاژراک نوشته‌اند) زبانه‌ای مثلثی‌شکل از آب‌های دریای شمال است که به‌صورت تنگه‌ای وسیع در جنوب شرقی نروژ و شمال غربی دانمارک واقع شده و دریای شمال و دریای بالتیک را از طریق تنگهٔ کاتگات به‌یکدیگر پیوند می‌دهد. این تنگه طولی پیرامون ۲۴۰ کیلومتر و پهنایی بین ۱۳۰ تا ۱۴۵ کیلومتر دارد که از عرض آن در میان دماغه اسکاگنِ دانمارک و سواحل سوئد پیش از تغییر مسیرش به سمت کاتگات در جنوب کاسته می‌شود.
آب‌های اسکاگراک در امتداد کرانه‌های دانمارک کم‌عمق است اما به سمت سواحل نروژ بر عمق آن افزوده شده و ژرفایی بیش از ۶۰۰ متر می‌یابد. این تنگه یکی از پررفت‌وآمدترین مسیرهای کشتیرانی است و از مهمترین بندرهای آن می‌توان به بنادر اسلو و کریستیان‌ساند در نروژ و اودولا و استرومستاد در سوئد اشاره نمود.

## نگارخانه

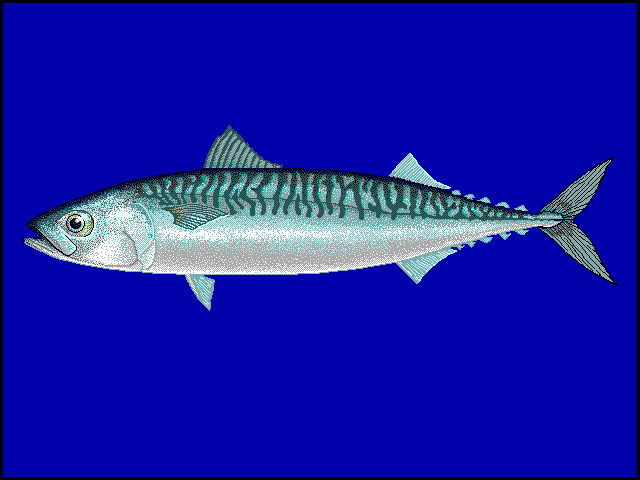
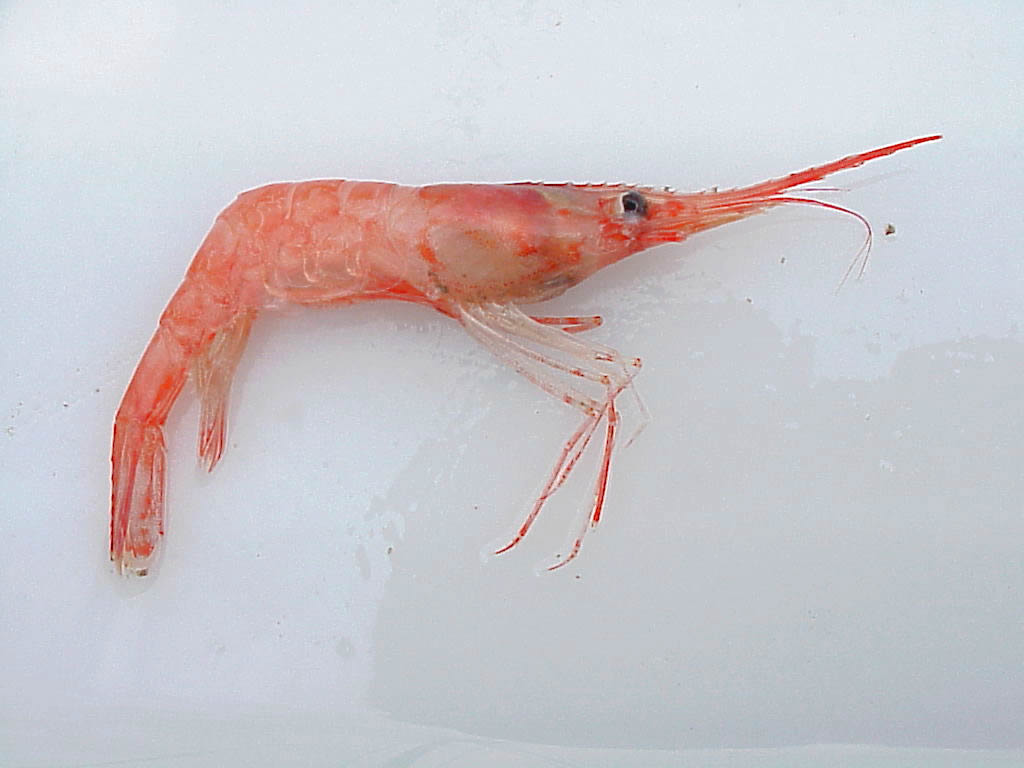
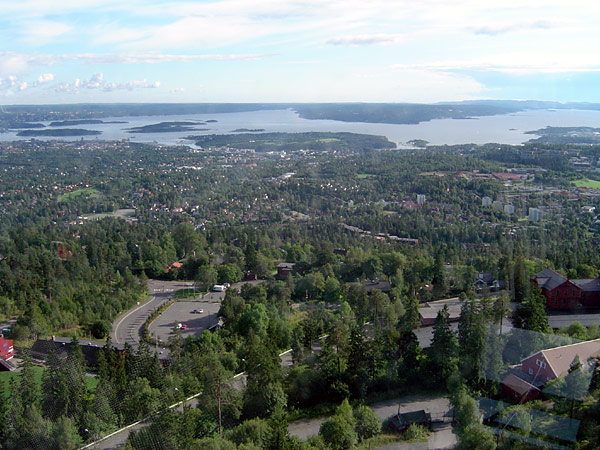